# Deathrash Armageddon
Deathrash Armageddon ist ein im Jahr 2002 gegründetes Plattenlabel aus Hakodate in der japanischen Präfektur Hokkaidō, das seither vor allem Alben aus den Subgenres des Extreme Metal verlegt. Geführt wird es von Yukiteru Asai.

## Veröffentlichungen (Auswahl)
- Abigail/Hate Kommand – Street War Metal Kommand (7"-EP, 2008)
- Bestial Holocaust – Final Extermination (2006)
- Fetid Zombie – Carrion Christ (2012)
- Goat Semen – Raids The North - Gigoku No Syuhrai (2007)
- Holocausto – Diário De Guerra (2020)
- In League With Satan / Necrovomit – NecroAlkoholik Abominations With Satan (Split-Album, 2010)
- Mirthless – ...A Las Orillas Del Mar... (2009)
- Nacht – Memories (2014)
- Necrovomit – 2007 Demo I (2008)
- Satanic Warmaster – Black Metal Massacre (2007)
- Surrender of Divinity – Oriental Hell Rhythmics (2007)
- Vomit of Doom – Magnus Cruelty (7"-EP, 2017)
- Whipstriker – Crude Rock 'N' Roll (2010)